# Deutsches Gartenbaumuseum

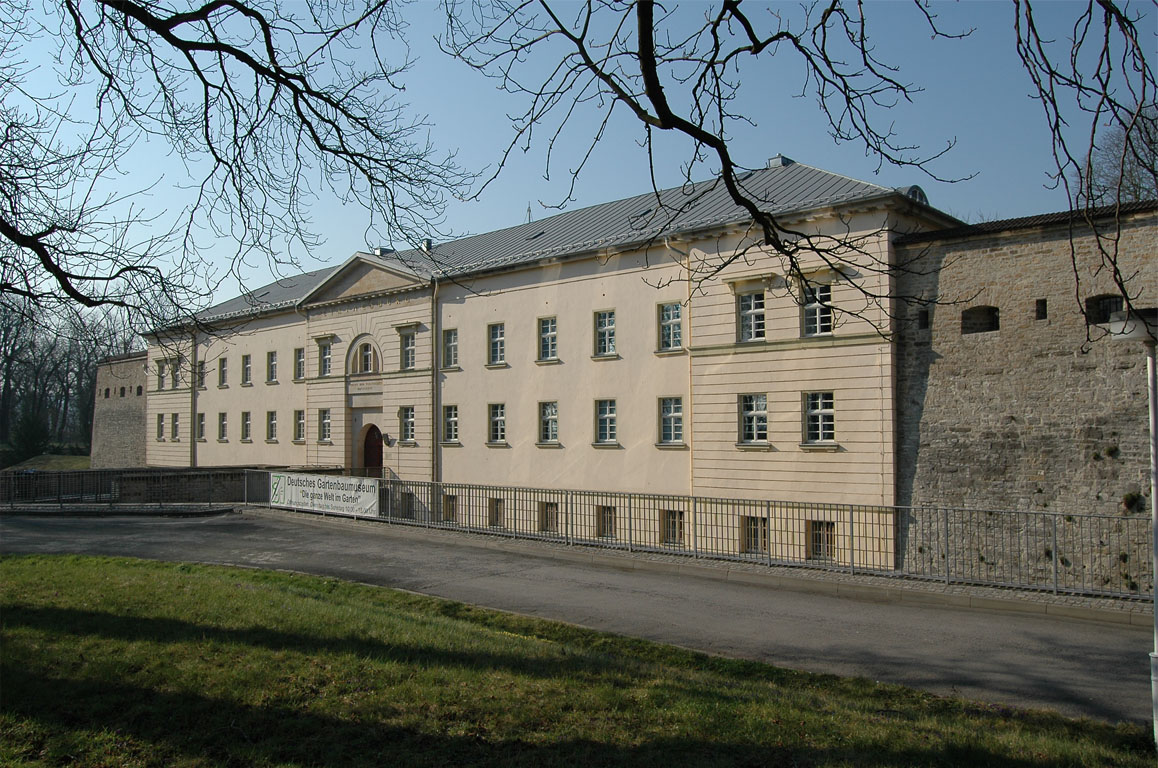
Defensionskaserne der Zitadelle Cyriaksburg in Erfurt, Sitz des Deutschen Gartenbaumuseums

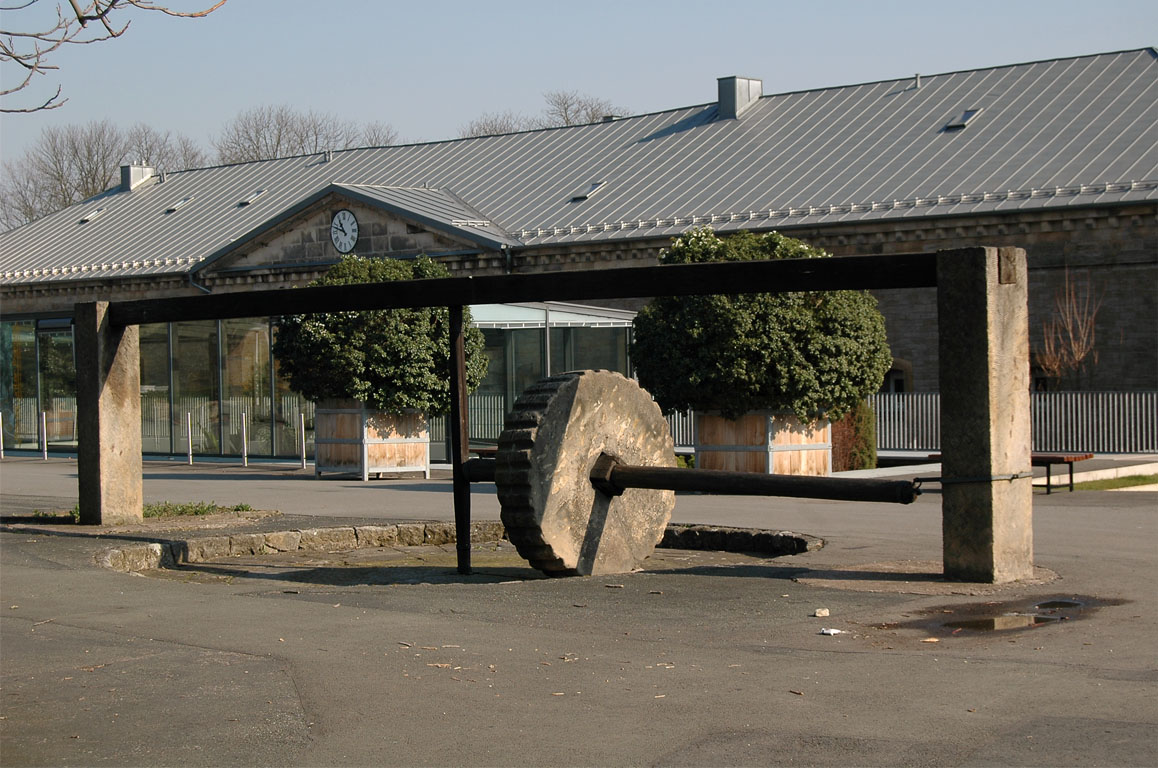
Waidmühle, Exponat des Deutschen Gartenbaumuseums

Das Deutsche Gartenbaumuseum befindet sich in Erfurt in der historischen Defensionskaserne der Zitadelle Cyriaksburg auf dem Gelände der Erfurter Gartenbauausstellung Egapark. In seinen Ausstellungen und Workshops, bei Vorträgen und Führungen können sich die Besucher über das Verhältnis Mensch – Pflanze – Umwelt von seinen Anfängen bis in die Zukunft informieren. Dabei werden die Themen zwei Bereichen zugeordnet: Erwerbsgartenbau und Landschaftsbau. Der Bereich Erwerbsgartenbau behandelt den gewerbsmäßigen Anbau von Lebensmitteln wie Äpfeln, Tomaten und Kohl sowie von Zierpflanzen und Bäumen. Der Bereich Landschaftsbau umfasst die Gestaltung von Grünflächen und kann dabei ästhetische, soziale oder ökologische Ziele verfolgen.
In der museumseigenen App Garten+ sind aktuelle Informationen zu Sonderausstellungen, Veranstaltungen und Bildungsangebote zu finden. Außerdem ist eine virtuelle Besichtigung der Veranstaltungsräume und der Außenanlage möglich. Vor Ort im Museum leitet die App durch die neue Dauerausstellung. Sie ist mit Scanpunkten verknüpft, die Filme, Hörspiele und weitere Informationen rund um aktuelle Themen wie Biodiversität und nachhaltigen Konsum bieten.

## Geschichte
Teile des Festungsgeländes wurden 1885 auf Initiative des Erfurter Verschönerungsvereins in eine Gartenanlage umgestaltet. Die Stadt Erfurt erwarb 1919 die Zitadelle Cyriaksburg und das Gelände, die sie für Ausstellungen und mehrere Gartenschauen nutzte. Das Gartenbaumuseum wurde 1961 gleichzeitig mit der I. Internationalen Gartenbauausstellung der sozialistischen Länder eröffnet.
Im Jahre 1992 wurde eine Neukonzeption des Museums beschlossen. Verbunden damit waren Umbau und weiterer Ausbau unter Leitung des Architekten Peter Kulka.
Seit 1995 ist die Stiftung Deutsches Gartenbaumuseum Erfurt Trägerin des Museums, hinter der der Freistaat Thüringen, die Stadt Erfurt und der Zentralverband Gartenbau e.V. stehen. Die damalige Dauerausstellung Die ganze Welt im Garten befasste sich mit der Geschichte des Gartenbaus und der Gartenkunst der Biologie der Pflanzen sowie modernen Techniken zu ihrer Züchtung, dem Anbau und der Vermarktung.
Ende 2016 wurde eine Aktualisierung und Sanierung des Deutschen Gartenbaumuseums beschlossen. Ziel war, das Museum attraktiver, nachhaltiger und barrierefrei zu gestalten. Insgesamt standen dem Deutschen Gartenbaumuseum knapp 6,6 Mio. Euro zur Verfügung. Damit wurde die Dauerausstellung vollständig überarbeitet, die Außenanlagen und Haustechnik erneuert, die Energieeffizienz verbessert sowie das historische Gebäude nahezu barrierefrei gemacht. Gefördert wurde das Vorhaben von der Bundesbeauftragten für Kultur und Medien  im Rahmen der Investitionen für nationale Kultureinrichtungen in Deutschland, dem Thüringer Ministerium für Infrastruktur und Landwirtschaft, der Thüringer Aufbaubank im Auftrag des Thüringer Ministeriums für Wirtschaft, Wissenschaft und Digitale Gesellschaft und dem Thüringischen Landesamt für Denkmalpflege und Archäologie.
Zur Unterstützung des Museums wurde vor einigen Jahren ein Förderverein gegründet.

## Einrichtungen

### Dauerausstellung
Die im Jahr 2022 neu eröffnete Dauerausstellung Garten! Vom Paradies ins Einkaufsregal beleuchtet auf rund 1.500 m² Ausstellungsfläche das Verhältnis von Mensch und Natur im Zusammenhang mit Ernährung, Medizin und Klimaschutz. Auf dem Rundgang werden die vielfältigen Themen unter anderem digital und spielerisch vermittelt. Beispielsweise berichten in einer digitalen Ahnengalerie Persönlichkeiten des Gartenbaus ihre Geschichte, und eine kinetische Pflanze veranschaulicht die Bedeutung der Fotosynthese. Das sogenannte Shoppingregal in der Dauerausstellung zeigt die Vielfalt der Produkte des Gartenbaus. Im Oktober 2022 hat die Dauerausstellung hat den renommierten Red Dot Design Award erhalten.
Die Sammlung des Museums umfasst unter anderem historische Gartengeräte, eine Grafiksammlung sowie über 400 Pappmaché- oder Gipsnachbildungen von Obstsorten aus dem 19. Jahrhundert.

### Sonderausstellungen
Im Untergeschoss befindet sich seit 2023 die ehemalige Sonderausstellung Kultiviert – EIN Jahrtausend Gartenbau in Erfurt, die mittlerweile in die Dauerausstellung integriert wurde. Die Ausstellung widmet sich der wechselvollen Geschichte des Gartenbaus in Erfurt. Diese wird in verschiedenen Räumen zu den Themen Mittelalter bis Beginn der Industrialisierung, Gartenbau bis 1945 und Gartenbau 1945 bis heute vorgestellt. Neben Waid und Christian Reichart – als die bekannten Leuchttürme des Erfurter Gartenbaus im Mittelalter und der Frühen Neuzeit, werden auch der Anbau von Wein, Obst und Gemüse in Erinnerung gerufen. Die Leistungen privater und volkseigener Gartenbaubetriebe zwischen 1945 und 1990 sind bisher wenig beschrieben. Ihre Leistungen werden in der Sonderausstellung gewürdigt und daneben der heutige Gartenbau in Erfurt veranschaulicht. Die Sonderausstellung wurde von den Freunden der Bundesgartenschau Erfurt 2021 e.V. und dem Förderverein des Deutschen Gartenbaumuseums entwickelt.
Im Zeitraum von März bis Oktober 2023 wird die Sonderausstellung Objekt sucht Geschichte – Eine Entdeckungsreise zum Mitgestalten gezeigt. Ausgangspunkt sind diverse Objekte, die im Verlauf des 20. Jahrhunderts ins Deutsche Gartenbaumuseum kamen.